# Nächte des Grauens
Nächte des Grauens  è un film muto del 1916 diretto da Richard Oswald e Arthur Robison qui al suo debutto come regista cinematografico.
Secondo alcune filmografie, è il film d'esordio di Ossi Oswalda che da lì a poco, sarebbe diventata una celebre attrice.

## Produzione
Il film fu prodotto da Lu Synd per la Lu Synd-Film (Berlin).